# Air Talas
Air Talas is een bestuurslaag in het regentschap Muara Enim van de provincie Zuid-Sumatra, Indonesië. Air Talas telt 987 inwoners (volkstelling 2010).